# Список персонажів «Темний дворецький»

В цій статті наведено список персонажів манґи та аніме «Темний дворецький».

## Світ
- Янголи (З'являються лише в аніме) Як і в більшості творів, в Black Butler ангелами називаються істоти, що виконують волю Бога. Але якщо в багатьох релігіях янголи безстатеві, то в даному аніме вони здатні міняти стать, перетворюючись з чоловіка на жінку або навпаки. Відповідно, образ янгола практично не відрізняється від людського, якщо не вважати великих білих крил, що з'являються за його спиною в разі потреби. Також ці істоти мають право змінювати спогади людей, тобто переписувати плівку, і для цього часто користуються книгами з бібліотеки женців.

- Женці (в манзі також згадуються під назвою сінігамі) — боги смерті. Забирають життя людей, зазначених у списках, використовуючи для цього спеціальні знаряддя — «коси смерті». Коса може мати будь-який вид, але обов'язково повинна бути допущена до використання. Вбивство людей, чиє ім'я не згадується в списках сінігамі, або використання несанкціонованої коси смерті суворо караються. Поранивши людину своїм знаряддям, женці переглядають його спогади, що з'явилися при ударі відеоплівці, і вирішують, яким він був за життя. Крім плівки, в аніме-версії «Black Butler» існує ще один вид записи людських спогадів — книги з Бібліотеки женців, інформація в яких оновлюється сама собою. Ангели і деякі сінігамі мають здатність переписувати їх, останні використовують для цього спеціальні ручки і закладки Смерті для зупинки розвитку подій.

- Демони — нижчі духи, що володіють надприродними здібностями. Харчуються душами, для видобутку яких існує декілька способів. Один з них — укладення контракту з будь-якою людиною, згідно з яким демон отримує його душу після виконання договору зі свого боку. При укладанні контракту і господар, і слуга отримують спеціальну печатку. Демони можуть змінювати свій зовнішній вигляд за розсуд.

- Печатка контракту. Її можна знайти на тілі демона і обличчі людини, яка уклала з ним договір. Являє собою коло з яким-небудь символом (у кожного демона — свій) — знак, що змушує демона підкорятися людині. Також завдяки печатки демон завжди може знайти свого контрактера, де б він не був. З боку людини чим легше помітити друк на тілі, тим сильніше її вплив на демона. В аніме Себастьян пояснює, що, чим ближче печатка до ока людини, тим сильніше його зв'язок з демоном, однак, згідно з версією манги, «влада печатки сильніше, якщо поставити її на самому видному місці», про що говорить Себастіан у 62 розділі.

## Персонажі

### Маєток Фантомхайв
- Сіель Фантомхайв (яп. シエル · ファントム ハイヴ, Шіеру Фантомухайву) — 12-річний (пізніше 13-річний), глава сім'ї Фантомхайв. Народився 14 грудня 1875 року. Його батьків вбили, сам же він потрапив в полон таємної секти, проте практично перед смертю зумів укласти контракт з демоном і врятувався. Від батьків він успадкував маєток, компанію «Фантом», що виробляє іграшки та солодощі: відтепер в його обов'язки входить виконання всіх таємних доручень королеви Вікторії. Одночасно хлопчик розшукує людей, які вбили його батьків, щоб помститися їм. Незважаючи на свій юний вік, Сіель веде себе майже як дорослий. Праве око юного графа помічене пентаграмою — символом контракту з Себастіаном, до якого з часом він дуже прив'язався, у зв'язку з цим змушений носити пов'язку. В кінці другого сезону аніме він став демоном, який має пентаграму на оці.
  - Згідно манґи, Сіель як і раніше людина, і так і не знайшов тих, хто винен у смерті його батьків. Згідно зі словами Себастіана, печатка тим сильніша, чим більш помітне місце для неї, а Сіель бажав силу, «якої немає ні в кого». Так само по манзі, у Сіеля є брат-близнюк, який і є справжній Сіель Фантомхайв (а ім'я Сіеля-протагоніста розкрито не було, Яна Тобосо якось сказала, що сама досі не придумала його ім'я).
  - Згідно аніме, в кінці другого сезону став демоном, але при цьому зберіг пентаграму на оці, що зробило його контракт з Себастіаном нескінченним. Другий сезон аніме є відгалуженням від сюжету манги і не має з нею нічого спільного. Згідно аніме, печатка тим сильніша, чим ближче розташована до ока.

Сейю: Сакамото Маая.
- Себастіан Мікаеліс (яп. セバスチャン · ミカエリス, Себасучян Мікаерісу) — дворецький Фантомхайв, а також його охоронець. Відмінно справляється з двома цими обов'язками. Його нелюдська сила пояснюється тим, що Себастіан — демон, який колись уклав з Сіелем контракт і розраховує в кінцевому підсумку отримати його душу. Саме він ініціював розповсюдження в Європі Чорної Смерті, мабуть, з метою масово поглинути душі нещасних. Втім, як каже сам Себастіан, він втомився від свого минулого життя, і тому душа Сіеля була для нього найбільш цінною. На його лівій руці також можна помітити символ контракту — пентаграму в колі. В людському вигляді Себастіан виглядає високим темноволосим юнаком; носить чорний одяг, в цій епосі переважно фрак. Серед його улюблених фраз «Я і демон, і дворецький», «Просто я диявольськи хороший дворецький» і «Хто, як не дворецький сім'ї Фантомхайв впорається з цим?». Любить кішок і ненавидить собак, тому що останні віддані і виконують все, що їм накажуть. В 11 серії другого сезону Сіель віддав йому наказ служити йому до тих пір, поки той не поглине його душу, проте не може це зробити, так як пізніше Сіель переродився в демона, через що Себастіан змушений служити Сіелю вічно.(Лише аніме)

Сейю: Дайсуке Воно.
- Мейлін (яп. メイリン, Мейрін) — незграбна покоївка з маєтку Фантомхайв. Носить окуляри через неймовірну далекозорість. Категорично не хоче їх знімати чи міняти на нові, так як їх подарував Сіель в перший день роботи. В минулому — кілер. Прийнята на роботу за наказом Сіеля, як і решта з цієї трійки. У арці «Голубий культ» розказується про її життя до того як вона стала служницею в маєтку графа.

Сейю: Емір Като.
- Фінніан (яп. フィニアン, Фініан) або Фінні — садівник, який абсолютно нічого не розуміє в садівництві. Про таких, як він кажуть: «сила є, розуму не треба». Фінні — володар нелюдської сили. Над ним ставилися експерименти на підвищення фізичної сили, внаслідок чого він зміг втекти, відразу після чого був найнятий Себастіаном.

Сейю: Юкі Каджі.
- Бард (яп. バルドロイ, Барудороі) — кухар сім'ї Фантомхайв, в минулому військовий. Дуже добрий. Зазвичай у своєму готуванні використовує динаміт та іншу вибухонебезпечну зброю, так як неймовірно нетерплячий.

Сейю: Хірокі Точі.
- Танака (яп. タナカ, Танака) — економ, який пішов у себе. Таємничим чином пережив пожежу в маєтку, під час якого загинули батьки Сіеля. Рідко розмовляє з іншими, більшу частину часу п'є зелений чай. Виходить з занурення в себе під час ключових моментів, щоб донести до глядача незначні історичні факти. В аніме веде щоденник, в якому описується велика частина важливих подій з історії родини Фантомхайв.

Сейю: Шюнджі Фуджімурі.
- Плуто (англ. Pluto) — персонаж з аніме, диявольський пес. Здатний вивергати вогонь. Коли нервує, перетворюється в людину. Плуто використовувала в своїх цілях Анжела. За її наказом він виконував все. Саме Плуто породив пожежу в Лондоні, яка показується в останніх серіях аніме першого сезону. Був убитий Бардом, Мейлін і Фінні за наказом Сіеля.

Сейю: Такафумі Ямаґучі
- Елізабет Мідфорд (яп. エリザベス · ミッド フォード, Ерідзабесу Міддофо: до) — дочка маркізи Френсіс Мідфорд, наречена Сіеля, а також його двоюрідна сестра. Вона весела і оптимістично налаштована дівчина. Елізабет знала Сіеля з раннього дитинства. Намагається дбати про нього і робить все, що в її силах, щоб побачити його усмішку. Елізабет завжди просить Сіеля називати її «Ліззі». Їй також подобаються милі речі. Сіель бачить в ній важливого друга і дівчину, яку він повинен захищати, тому він говорить, що не хоче втрачати що-небудь важливе знову. В одній із серій стала маріонеткою. Присутня протягом однієї з арок аніме. 
 В манзі перед загрозою її життя і життя Сіеля проявила себе справжньою дочкою предводителя лицарів Британії маркіза Алексіса Леона Мідфорда і войовничої маркізи Френсіс Мідфорд. Майстерно володіє рапірою, може битися як однією, так і двома відразу. В одну мить здатна вразити велику кількість ворогів. Ніколи не показувала свій «сильний» бік Сіелю, оскільки бажала, щоб він вважав її милою. Більше про цього персонажа росказується у фільмі «Книга Атлантики» (у манзі це арка з такою ж назвою)

Сейю: Юкарі Тамура

### Маєток Трансі
- Алоїс Трансі (яп. アロイス · トランシー, Ароісу Торанші) (справжнє ім'я Джим Маккен) — один з головних героїв у другому сезоні після Себастьяна і Сіеля, господар другого демона-дворецького Клода Фауста. Має печатку контракту на язику. 
 Після смерті своїх справжніх батьків, Джим і його названий молодший брат Лука жили в забутому селі. Джим ненавидів усіх мешканців свого села, і щоб йому догодити Лука уклав контракт з Анною, згідно з яким були вбиті всі жителі села, крім куртизанки, яка жаліла Луку. Після виконання умов контракту Лука помер, і Джим залишився сам. Пізніше Джима і декількох інших хлопчиків доставили до маєтку старого педофіла графа Трансі, Павука Її Величності. Від одного з хлопчиків Джим почув розповідь про те, як викликати фею. Джим зробив те, що йому сказали, але замість феї з'явився демон Клод Фаустус, і Джим уклав з ним контракт. Після спалаху чуми в маєток з усіх бранців графа в живих залишився тільки Джим, який віддався старому Трансі. Той оголосив його своїм сином, Алоїсом Трансі, якого викрали в дитинстві. Коли старий граф помер, Алоїс став його спадкоємцем. 
 Алоїс дуже самотній і хоче любові. Він украй прив'язаний до Клода, проте для того він є лише засобом досягнення мети. Клод Фауст вбив Алоїса у восьмій серії і запечатав його душу в кільці свого господаря. Коли Клод одягнув каблучку на палець Сіеля, Алоїс через Ханну і його око, яке вона проковтнула, вселився в нього. В 11 серії дізнається правду від Ханни про брата і їх контракт. В 12 серії, завдяки тілу Сіеля укладає контракт з Ханною і просить після виконання зробити Сіеля демоном, щоб ніхто не отримав його душу.

Сейю: Нана Мідзукі
- Клод Фаустус (яп. クロード · ファウスタス, Куро: до Фаусутасу) — демон-дворецький Алоїса Трансі. На відміну від Себастіана Мікаеліса символом цього демона є павук. Він володіє тими ж здібностями, що і Себастіан, але також здатний створювати нитки-павутину, які можуть розрізати навіть найтвердішу сталь. У нього також є древній демонічний меч, який додає кілька особливостей його власникові — наприклад, рани нанесені цим мечем ніколи не заживуть. Меч вирощується в організмі Ханни. Також бажає отримати душу Сіеля. В 12 серії 2 сезону був убитий Себастіаном Мікаелісом демонічним мечем.

́Сейю: Такахіро Сакурай
- Анна Анафероуз (яп. ハンナ · アナ フェローズ, Ханна Анаферо:дзу) — демон-покоївка Алоїса Трансі. Виглядає як висока смаглява дівчина з білосніжною косою до щиколоток. Алоїс в першій же серії другого сезону виколює їй око (проте в кінці сезону, після того як вона знімає пов'язку, око виявляється на своєму місці (це око Алоїса Трансі)). Анна володіє мистецтвом управління таємничим музичним інструментом гармонікою, який може керувати підсвідомістю людини. В сьомій серії з'ясовується, що вона володіє вогнепальною зброєю і чудово управляється з кулеметом. Символом її контракту є блакитна троянда. Дуже любила Луку та його брата. В 12 серії 2 сезону уклала контракт і символ опинився на оці, яке було проколене. Після виконання контракту перетворює Сіеля в демона. Вона знаходить тіло Клода, лягає поруч з ним і тоне у воді.

Сейю — Ая Хірано
- Трійнята (Томпсон, Тімбер і Кантербері) — загадкові близнюки, які мислять як єдиний розум. Володіють холодною зброєю. Також працюють в маєтку родини Трансі. Є демонами. Були помічниками Ханни. Після того, як вони напали на Себастіана за наказом Клода, були схоплені Мікаелісом і вбиті Греллем.

### Шініґамі
- Грелль Саткліфф (яп. グレル · サトクリフ, Гуреру Сатокуріфу) — недовгий час дворецький Мадам Ред, жнець (шініґамі). Істота, яка має проблеми з визначенням статі. Незважаючи на професійну етику, користується косою женця бензопилою на свій розсуд. В іпостасі дворецького мав темно-каштанове волосся, зібране у хвіст червоним бантом і носив круглі окуляри. Прийнявши істинне обличчя — розпатлане червоне волосся, градуйована стрижка, гострі зуби — змінив окуляри на нові складної п'ятигранної форми в червоній оправі. Співпрацював з Мадам Ред, нарівні з нею виконуючи роль «Джека Різника». За його словами, пішов на вбивство з тих же мотивів, що й Ангеліна Даллес. В манзі має гордий, егоїстичний характер. Знає собі ціну. Вкрай жорстокий. Є постійним противником Мікаеліса. В аніме: протягом практично всього аніме проявляє натуру «дорослої дитини». Наївний і простодушний, легко довіряється людям. Користується непристойними виразами і здійснює непристойні дії, чим нерідко викликає шок і негативну реакцію у оточуючих. Гордовитий, уразливий і запальний, часом проявляє чималу жорстокість. Любить ходити по п'ятах за Себастіаном, до якого відчуває романтичні почуття, чим успішно і користується демон для досягнення своїх цілей. Постійно потрапляє у безглузді й небезпечні ситуації, проте кожного разу в підсумку виходить цілим і неушкодженим.

Сейю: Фукуяма Дзюн
- Трунар (англ. Undertaker), в аніме-адаптації — легендарний Жнець у відставці. Має довге біле волосся. Власник похоронного бюро. Має дуже ексцентричну зовнішність. Любить печиво у формі кісток. Допоміг у розслідуванні справи про Джека Різника. Не бере грошей, але надає інформацію тільки після того, як його розсмішать. В аніме: один з вищого керівництва Женців, має закладку рожевого кольору, щоб зупиняти час і змінювати події. Він виніс вирок душі Робіна Гуда і засудив до пекла Марію Антуанетту. В манзі: з цікавості брав участь у проекті суспільства Аврори по пожвавленню мертвих. Під час битви на Кампанії (проти Себастіана, Грелля і Нокса) розкриває свою сутність сінігамі (Жовто-зелені очі і коса смерті). Оживляв трупи, шляхом продовження відеоплівки, але в результаті зміг створити лише зомбі. Зумів серйозно поранити Себастіана і побачити частину його життя як дворецького (відразу після укладення договору з Сіелем і до визнання Сіеля графом Фантомхайвом). І саме завдяки йому повертається брат-близнюк Сіеля.

Сейю: Джюн'ічі Сувабе
- Вільям Т. Спірс (яп. ウィリアム T · スピアーズ) — сінігамі, займає високу посаду. За версією ови «The Tail of William the Reaper» з'ясовується, що надходив в організацію «Несучі Смерть» одночасно з Греллем Саткліффом. Був його напарником при здачі головного іспиту женців. В аніме постійно виплутує Грелля з неприємних історій, пов'язаних з роботою. Люто ненавидить Себастіана Мікаеліса. Характер має стриманий, незважаючи на частий прояв невдоволення. Дуже відповідально ставиться до своєї роботи. Його коса — двосторонній секатор, який може збільшуватися на необмежену довжину.

Сейю: Норіакі Суґіяма
- Рональд Нокс (яп. ロナルド ノックス, Ронарудо Ноккусу) — сінігамі, що працює у Вільяма Т. Спірса. Має звичку спізнюватися, що дуже дратує його начальника, хоча виявляє бажання наполегливо працювати. Користується косою газонокосаркою. Обожнює після роботи спілкуватися з дівчатами з відділу кадрів. Ненавидить брати понаднормові.

Сейю: Кен'ічіро Охаші

### Цирк «Ноїв Ковчег»
- Барон Келвін (англ. Baron Kelvin) — власник цирку «Ноїв ковчег» і власного робочого будинку. Нав'язливою ідеєю барона було «наблизитися» до сім'ї Фантомхайв. Вважав, що справа в його зовнішності, тому він пішов на пластичну операцію, яка пройшла невдало і Келвін був змушений залишок життя провести в бинтах. Позбувся вміння ходити на двох ногах, внаслідок чого пересувався за допомогою візочка. Містив в робочому будинку дітей-калік, які пізніше стали артистами цирку «Ноїв ковчег». Діяв заодно з Доктором. Віддавав накази вихідцям з притулку, а в той час артистам цирку, викрадати дітей. Келвін віддавав їх Доктору. Вбито у власному маєтку Себастіаном за наказом Сіеля.

- Доктор  – співпрацював з бароном Келвіном. Робив протези з кісток дітей, яких викрадали артисти цирку. Вбитий у маєтку барона Келвіна Себастіаном за наказом Сіеля.

- Джокер (англ. Joker) — імпресаріо цирку «Ноїв ковчег», його жонглер. У Джокера довге яскраво руде волосся, заколоте назад, а пасма забрані в кілька тонких кіс. Очі підведені чорним, під лівим оком намальована чорна сльоза. Син повії, ще в дитинстві опинився на вулиці, був калікою (відсутність правої руки). Там же знайшов друзів, таких же калік: Біст, Джамбо, Даггера і інших, які згодом теж стали артистами цирку. Джокер знав про всі справи Барона Кельвіна, але навіть при бажанні не міг би йому протистояти, так як був зобов'язаний своїм нинішнім становищем і протезом замість руки. Перед смертю дізнається, що ціною протезам для учасників трупи були життя тих дітей, яких вони і викрадали. Згорає в особняку Кельвіна, так і не побачившись з друзями.

- Біст (англ. Beast) — приборкувачка тигрів і левів в цирку «Ноїв ковчег». Разом з Джокером і рештою була «підібрана» Кельвіном на вулиці. Для Біст Доктором був виготовлений протез лівої ноги. З дитинства сильно любить Джокера, і видно, він для неї найближча людина. На відміну від Джокера, Біст не була так віддана Барону і неодноразово подумувала про втечу з цирку. Через відмову Джокера від цієї пропозиції так і не зважилася здійснити свої плани. Як і інші члени трупи була убита прислугою Сіеля в маєтку Фантомхайв.

- Даггер (англ. Dagger) — метальник кинджалів в цирку «Ноїв Ковчег». Разом з іншими майбутніми артистами цирку був підібраний на вулиці, у Даггера відсутня права нога. Даггер — найбільш життєрадісний з циркової трупи, сприймає слова Вільяма Т. Спірса про демонів і коси смерті, як жарти, якими він всіх розважає. Гине на кухні маєтку Фантомхайв, застрелений з кулемета Бардом через те, що закрив собою Біст, яку любив і до всіх ревнував. Шкодує про нездійснені мрії, просить Біст рятуватися і вмирає з посмішкою.

- Снейк (англ. Snake) — один з циркачів трупи Джокера. Вміє розмовляти зі зміями, вони є його найкращими друзями і слухаються його. Всі свої репліки вимовляє від імені однієї зі своїх змій. Залишається єдиним вціліли членом трупи, після чого йде з цирку. Поняття не має про долю своїх друзів з трупи і мріє їх розшукати. Пізніше знаходить Сіеля і залишається при ньому як слуга, сподіваючись, що Сіель допоможе йому знайти циркачів. Сіель же використовує Снейка в своїх цілях.

- Долл (англ. Doll) — канатохідка в цирку «Ноїв Ковчег». Дівчинка (хоча Сіель спочатку прийняв її за хлопчика) з потворністю ока, через який вона носить чубок. Була сусідкою Сіеля по намету, зблизилася з ним, вважала його товаришем, на відміну від самого Фантомхайва. Не брала участі в нападі на маєток Фантомхайв. Доля неясна.

### Інші
- Анжела Блан (яп. アンジェラ, Анджера Буран) / Шаблон:Нихонги — персонаж з аніме, занепалий янгол. Саме Анжела вбила батьків Сіеля. Вважала своїм обов'язком очистити світ від скверни, але для досягнення своєї мети часто вдавалася до досить дивних і жорстоких методів. Буквально збожеволіла на «очищенні» Англії від скверни. Заради своєї «високої» мети підмінила королеву на підставну і влаштувала пожежу в Лондоні. Як і належить творінню світла, зневажає демонів. Має здатність міняти стать і переписувати пам'ять. Стилістично є deus ex machina. У сутичці програє Себастіану, від чого і гине. (З'являється лише в аніме).

Сейю —  Акіко   Ядзіма (Анжела),  Сатоси   Хіно (Еш).
- Мадам Ред (яп. マダム · レッド, Мадам Реддо) — повне ім'я Ангеліна Дюлес (яп. アンジェリーナ · ダレス, Анджері: на Даресу), прізвисько отримала за колір волосся і одягу. Лікар, тітка Сіеля, рідна сестра його матері. Разом з Греллем Саткліффом вбивала повій, тобто виконувала роль «Джека Різника». Пішла на злочин, оскільки сама, ставши безплідною внаслідок нещасного випадку та мріявша мати дитину, ненавиділа тих жінок, які добровільно відмовлялися від материнства. Була вбита Греллем.

Сейю —  Ромі   Паку.
- Лау Тао (англ. Lau Tao) — Представник англійського відділення китайської зовнішньоторговельної компанії, у минулому голова шанхайської мафії. Власник «гарему», який складається з китайських дівчат, але більше за інших для нього означає Лан Мао (його сестра). В аніме: Лау використовував Сіеля в своїх цілях. «Трохи пограти» — як він сам говорив.

Сейю —  Коджі   Юса.
- Лан Мао (англ. Lan Mao) — названа сестра Лау Тао. В манзі: протягом всіх подій виступає в ролі неслухняної дитини, якій усе цікаво. В аніме: беззаперечно підкоряється наказам Лау; майстерно володіє китайською екзотичною зброєю. Була вбита в недовгій битві з Себастіаном.

Сейю —  Саюрі   Юхаґі.
- Фред Аберлайн (англ. Fred Aberline) — молодий співробітник Скотланд-Ярду, оптиміст, щиро вірить у правосуддя. Фред хоче зробити Лондон безпечним місцем і одружитися зі своєю вагітною нареченою. Спочатку не довіряє Сіелю, але потім стає його союзником. Загинув, затулив собою Сіеля, на якого з мечем напав Лау. Однак, у другому сезоні аніме з'являється хтось, схожий на Аберлейна, тільки з вусами і менш оптимістичний.

Сейю —  Хісайоші   Суґанума.
- Віконт Друіт (яп. アレイ スト チェンバ, Лорд Алістер Чамбер) — вічно закоханий ловелас, який був одним з найперших в списку підозрюваних у вбивстві дівчат. Він виявився ні при чому, однак з'ясувалося, що він замішаний в іншій чорній справі — підпільній торгівлі тілами (за що був заарештований, а потім відпущений за хабар). На своєму аукціоні хотів навіть продати Сіеля, переодягненого дівчиною для розвідки.

Сейю —  Татцухіса   Судзукі.
- Дорсель Кейнс (ドー セル ケインズ Досеру Кеінсу) — лялькар. Власник крамниці антикваріату. Саме він за наказом Анжели робив ляльок з дівчаток, які де-небудь знаходили кільце з «Осколком надії». Дорсель вірив, що кільце саме вибирає собі господаря. Після перетворення Елізабет на маріонетку, намагається зробити ляльку з Сіеля, але йому це не вдається, тому що його вбиває Себастіан. З'ясовується, що Дорсель сам був лялькою. (З'являється лише в аніме).

Сейю —  Кацу   Анрі